# Bojan Bazelli
Bojan Bazelli est un directeur de la photographie sur des films et des clips musicaux, né à Herceg Novi, au Monténégro, le 15 août 1957.
Il est particulièrement connu pour ses travaux sur The Ring, Mr. et Mrs. Smith, ou encore Lone Ranger, naissance d'un héros. Il a aussi réalisé le clip de Mariah Carey, Vision of Love.

## Biographie
Bojan Bazelli a fait ses études à la FAMU de Prague. Impressionné par un des films d'étudiants de Bazelli, le réalisateur Abel Ferrara recruta ce dernier pour le tournage de son film China Girl, à New York. Bojan Bazelli continua à travailler avec Abel Ferrara par la suite, pour les films The King of New York et Body Snatchers. Il est un des rares directeurs de la photographie contemporains à avoir exercé cette fonction directement, sans commencer par d'autres rôles moins importants.
Bazelli reçut un Independent's Spirit Award en 1990 pour son travail sur The King of New York. Il a reçu un Clio Award de la meilleure photographie en 1998, et le film Kalifornia a reçu le prix de la Meilleure photographie au Festival de Montréal.

## Filmographie
- 1987 : China Girl, d'Abel Ferrara
- 1988 : Patty Hearst de Paul Schrader
- 1988 : Tapeheads, de Bill Fishman
- 1988 : Big Man on Campus, de Jeremy Paul Kagan
- 1989 : Pumpkinhead : Le Démon d'Halloween, de Stan Winston
- 1990 : Galacticop, de Stan Winston
- 1990 : The King of New York de Abel Ferrara
- 1991 : The Rapture, de Michael Tolkin
- 1992 : Dernière Limite, de Bill Duke
- 1993 : Boxing Helena, de Jennifer Chambers Lynch
- 1993 : Kalifornia, de Dominic Sena
- 1993 : Body Snatchers, d'Abel Ferrara
- 1994 : Revocator (en) (Sugar Hill) de Leon Isacho (en)
- 1994 : Que la chasse commence, d'Ernest R. Dickerson
- 1998 : La Courtisane, de Marshall Herskovitz
- 2002 : Le Cercle, de Gore Verbinski
- 2005 : Mr. et Mrs. Smith, de Doug Liman
- 2007 : Hairspray, d'Adam Shankman
- 2009 : Mission-G de Hoyt Yeatman
- 2010 : L'Apprenti sorcier, de Jon Turteltaub
- 2010 : Burlesque, de Steve Antin
- 2012 : Rock Forever, d'Adam Shankman
- 2013 : Lone Ranger, naissance d'un héros, de Gore Verbinski
- 2016 : Peter et Elliott le dragon de David Lowery
- 2016 : Spectral, de Nic Mathieu
- 2017 : A Cure for Life (A Cure for Wellness) de Gore Verbinski
- 2019 : Six Underground de Michael Bay
- 2020 : Underwater de William Eubank
- 2021 : Snake Eyes de Robert Schwentke
- 2022 : Peter Pan et Wendy (Peter Pan & Wendy) de David Lowery